# Campionati europei di atletica leggera indoor 2013 - 400 metri piani femminili
La gara si è svolta dal 1º al 3 marzo 2013.

## Podio
| #       | Atleta               | Nazionalità | Tempo | Note                                    |
| ------- | -------------------- | ----------- | ----- | --------------------------------------- |
| Oro     | Perri Shakes-Drayton | Regno Unito | 50"85 | Miglior prestazione mondiale stagionale |
| Argento | Eilidh Child         | Regno Unito | 51"46 | Miglior prestazione personale           |
| Bronzo  | Moa Hjelmer          | Svezia      | 52"04 |                                         |

## Record
Prima di questa competizione, il record del mondo (RM), il record europeo (EU) ed il record dei campionati (RC) sono i seguenti:
| Record                | Prestazione | Atleta                               | Data                        | Competizione        |
| --------------------- | ----------- | ------------------------------------ | --------------------------- | ------------------- |
| Record mondiale       | 49"59       | Jarmila Kratochvílová Cecoslovacchia | 7 marzo 1982 Milano, Italia | Europei indoor 1982 |
| Record europeo        | 49"59       | Jarmila Kratochvílová Cecoslovacchia | 7 marzo 1982 Milano, Italia | Europei indoor 1982 |
| Record dei campionati | 49"59       | Jarmila Kratochvílová Cecoslovacchia | 7 marzo 1982 Milano, Italia | Europei indoor 1982 |

## Risultati

### Primo turno
Le prime 2 di ogni batteria e i 4 migliori tempi si qualificano per le semifinali.

#### Batteria 1
| Pos. | Corsia | Nome                 | Nazione     | Reazione | Tempo | Note |
| ---- | ------ | -------------------- | ----------- | -------- | ----- | ---- |
| 1    | 6      | Perri Shakes-Drayton | Regno Unito | 0"209    | 51"70 | Q    |
| 2    | 3      | Moa Hjelmer          | Svezia      | 0"206    | 52"87 | Q    |
| 3    | 5      | Madiea Ghafoor       | Paesi Bassi | 0"200    | 52"88 | q    |
| 4    | 4      | Maria Enrica Spacca  | Italia      | 0"197    | 53"79 |      |
| 5    | 2      | Léa Sprunger         | Svizzera    | 0"155    | 54"45 |      |

#### Batteria 2
| Pos. | Corsia | Nome             | Nazione     | Reazione | Tempo | Note                                     |
| ---- | ------ | ---------------- | ----------- | -------- | ----- | ---------------------------------------- |
| 1    | 6      | Angela Morosanu  | Romania     | 0"184    | 52"07 | Q                                        |
| 2    | 5      | Kseniya Ustalova | Russia      | 0"204    | 52"23 | Q                                        |
| 3    | 3      | Shana Cox        | Regno Unito | 0"175    | 52"99 | q                                        |
| 4    | 4      | Olha Zemlyak     | Ucraina     | 0"179    | 53"26 | Miglior prestazione personale stagionale |
| 5    | 2      | Chiara Bazzoni   | Italia      | 0"152    | 54"55 |                                          |

#### Batteria 3
| Pos. | Corsia | Nome            | Nazione     | Reazione | Tempo | Note |
| ---- | ------ | --------------- | ----------- | -------- | ----- | ---- |
| 1    | 6      | Eilidh Child    | Regno Unito | 0"183    | 52"02 | Q    |
| 2    | 5      | Denisa Rosolová | Rep. Ceca   | 0"222    | 52"20 | Q    |
| 3    | 4      | Ella Räsänen    | Finlandia   | 0"166    | 52"37 | q    |
| 4    | 3      | Line Kloster    | Norvegia    | 0"172    | 53"15 | q    |
| 5    | 2      | Anita Banovic   | Croazia     | 0"192    | 55"00 |      |

#### Batteria 4
| Pos. | Corsia | Nome                   | Nazione   | Reazione | Tempo | Note |
| ---- | ------ | ---------------------- | --------- | -------- | ----- | ---- |
| 1    | 6      | Zuzana Hejnová         | Rep. Ceca | 0"152    | 53"20 | Q    |
| 2    | 5      | Marie Gayot            | Francia   | 0"189    | 53"49 | Q    |
| 3    | 4      | Aauri Lorena Bokesa    | Spagna    | 0"217    | 53"61 |      |
| 4    | 3      | Alina Andreea Panainte | Romania   | 0"190    | 53"98 |      |
| 5    | 2      | Amaliya Sharoyan       | Armenia   | 0"153    | 56"35 |      |

### Semifinali
Le prime 3 atlete di ogni semifinale si qualificano per la finale (Q).

#### Semifinale 1
| Pos. | Corsia | Nome             | Nazione     | Reazione | Tempo | Note |
| ---- | ------ | ---------------- | ----------- | -------- | ----- | ---- |
| 1    | 5      | Eilidh Child     | Regno Unito | 0"203    | 52"29 | Q    |
| 2    | 3      | Moa Hjelmer      | Svezia      | 0"225    | 52"38 | Q    |
| 3    | 1      | Shana Cox        | Regno Unito | 0"190    | 52"86 | Q    |
| 4    | 2      | Madiea Ghafoor   | Paesi Bassi | 0"194    | 53"12 |      |
| -    | 4      | Kseniya Ustalova | Russia      | 0"159    | dnf   |      |
| -    | 6      | Angela Morosanu  | Romania     | 0"197    | dq    |      |

#### Semifinale 2
| Pos. | Corsia | Nome                 | Nazione     | Reazione | Tempo | Note |
| ---- | ------ | -------------------- | ----------- | -------- | ----- | ---- |
| 1    | 6      | Perri Shakes-Drayton | Regno Unito | 0"193    | 51"03 | Q    |
| 2    | 5      | Zuzana Hejnová       | Rep. Ceca   | 0"159    | 51"27 | Q    |
| 3    | 4      | Denisa Rosolová      | Rep. Ceca   | 0"175    | 52"12 | Q    |
| 4    | 1      | Line Kloster         | Norvegia    | 0"161    | 52"78 |      |
| 5    | 2      | Ella Räsänen         | Finlandia   | 0"174    | 52"84 |      |
| 6    | 3      | Marie Gayot          | Francia     | 0"165    | 53"38 |      |

### Finale
| Pos. | Corsia | Nome                 | Nazione     | Reazione | Tempo | Note                                    |
| ---- | ------ | -------------------- | ----------- | -------- | ----- | --------------------------------------- |
| 1    | 5      | Perri Shakes-Drayton | Regno Unito | 0"173    | 50"85 | Miglior prestazione mondiale stagionale |
| 2    | 6      | Eilidh Child         | Regno Unito | 0"177    | 51"45 | Miglior prestazione personale           |
| 3    | 4      | Moa Hjelmer          | Svezia      | 0"192    | 52"04 |                                         |
| 4    | 3      | Zuzana Hejnová       | Rep. Ceca   | 0"166    | 52"12 |                                         |
| 5    | 2      | Denisa Rosolová      | Rep. Ceca   | 0"156    | 52"71 |                                         |
| 6    | 1      | Shana Cox            | Regno Unito | 0"189    | 53"15 |                                         |